# 612
Năm 612 là một năm trong lịch Julius. 